# De toverhoed
De toverhoed is een Nederlandstalige verzamelbundel van korte verhalen voor kinderen, geschreven door Paul Biegel en uitgegeven in 1979 bij Uitgeverij Holland in Haarlem. Het boek, waarvan de eerste editie geïllustreerd werd door Carl Hollander, bevat meerdere sprookjesachtige verhalen voor kinderen tussen 4 en 6 jaar.